# Mirepoix (Gers)
Mirepoix település Franciaországban, Gers megyében. Lakosainak száma 229 fő (2022. január 1.). Mirepoix Crastes, Gavarret-sur-Aulouste, Miramont-Latour, Montaut-les-Créneaux, Preignan, Sainte-Christie és Tourrenquets községekkel határos.

## Népesség
A település népességének változása:
| Lakosok száma | 171  | 150  | 162  | 189  | 225  | 223  | 225  | 230  | 232  | 229  |
|               | 1968 | 1982 | 1990 | 2006 | 2013 | 2015 | 2017 | 2019 | 2020 | 2022 |